# Halkoda, Chincholi
Halkoda là một làng thuộc tehsil Chincholi, huyện Gulbarga, bang Karnataka, Ấn Độ.